# Атанасиос Пасхалис
Атанасиос Пасхалис (на гръцки: Αθανάσιος Πασχάλης) е гръцки нумизмат, историк и писател.

## Биография
Пасхалис е роден в западномакедонския град Костур, където израства. Емигрира в Кайро, където се занимава с бизнес. Занимава се с нумизматика и прави една от най-големите световни колекции. Автор е на исторически и нумизматични книги.